# Frontera entre Hondures i Nicaragua
La frontera entre Hondures i Nicaragua és la frontera internacional totalment terrestre entre Hondures i Nicaragua a Centreamèrica delimitada en més de la meitat del seu traçat pel riu Coco.

## Traçat
La frontera terrestre comença al golf de Fonseca, a l'oceà Pacífic i acaba a la costa del Mar Carib, que separa els departaments meridionals hondurenys de Choluteca, Colón, Olancho i Gracias a Dios dels departaments nicaragüencs de Chinandega, Madriz, Nueva Segovia, Jinotega i la Regió Autònoma de l'Atlàntic Nord. El riu Coco forma part de la frontera oriental.

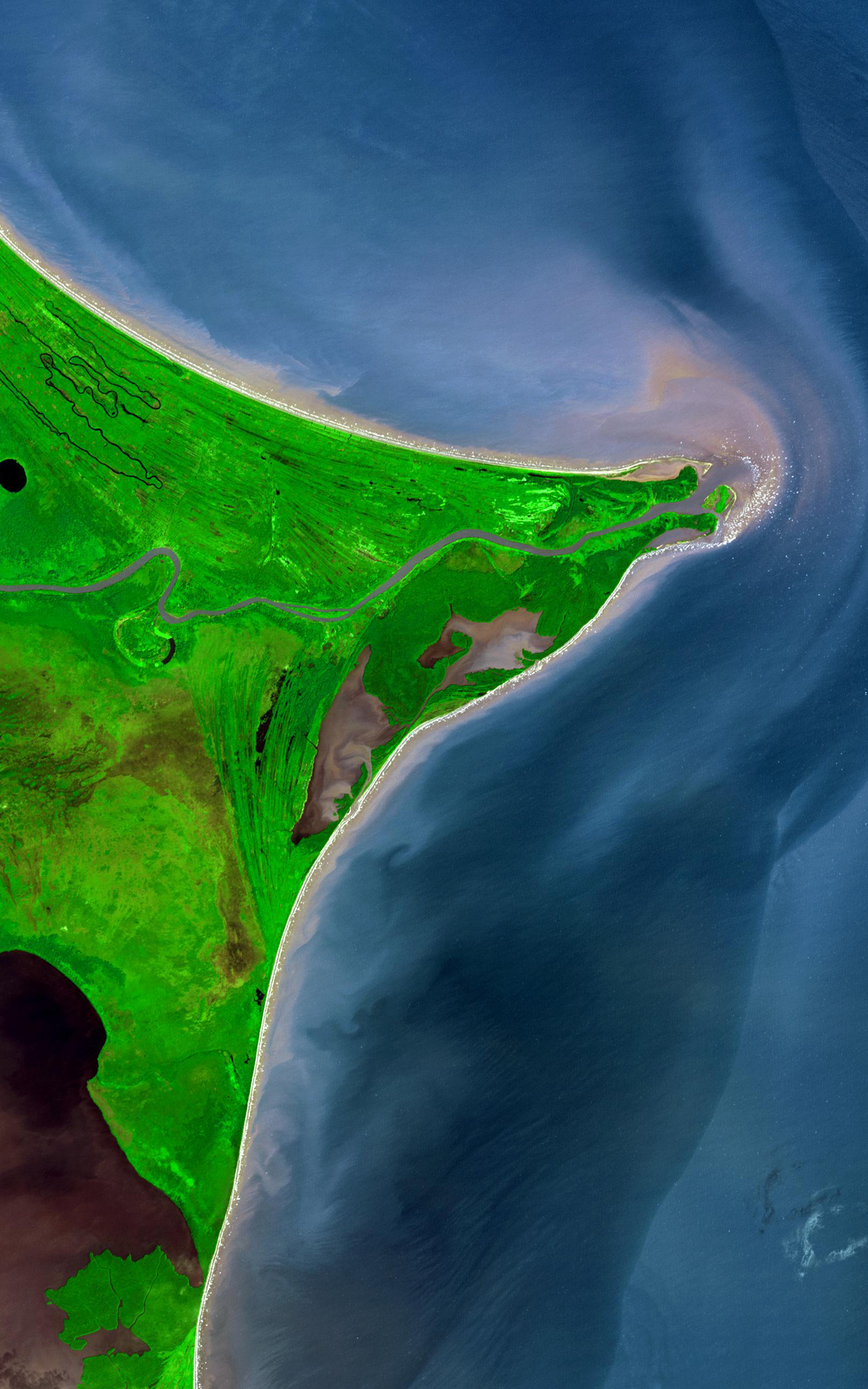
El riu Coco a la Costa dels Mosquits

Pel que fa a la frontera marítima, en octubre de 2007 la Cort Internacional de Justícia (CIJ) va definir una nova frontera marítima que es projecta en alguns trams al nord del paral·lel 15° nord a favor de Nicaragua, i en un altre punt s'endinsa cap a el sud de la línia en disputa per afavorir Hondures.

## Història
Hondures i Nicaragua van formar part respectivament de la Federació d'Amèrica Central i de les Províncies Unides de l'Amèrica Central entre 1823 i 1838, quan les unions dels països es van enfonsar i ambdues nacions van obtenir la seva independència i van definir la frontera.
El 1937, l'emissió d'un segell de Nicaragua amb un adhesiu en part del territori hondureny que indicava "territori en disputa" gairebé va causar una guerra entre els dos països. El territori havia estat reclamat per Nicaragua, però Hondures va pensar que la qüestió s'havia tancat el 1906 quan un arbitratge del rei Alfons XIII d'Espanya li va concedir la zona. Les arrels del problema de la gènesi caòtica d'aquesta frontera es troben en el camí del procés d'independència en 1821 com a república federal.
En 2018 Hondures ha reforçat els passos fronterers degut a la crisi de Nicaragua d'aquell any.